# 亨德里克·范克羅姆布格
亨德里克·范克羅姆布格（荷蘭語：Hendrik Van Crombrugge；1993年4月30日—），比利時足球運動員，司職守門員，現效力比甲球會亨克。代表比利時國家足球隊參加國際比賽。

## 俱樂部生涯
出自標準列日青訓，已經效力歐本6個賽季，出場179次，零封40次。
2019年夏季轉會窗期間，主力門將范克羅姆布格轉會安德列治。

## 外部連結
- Soccerway資料庫：亨德里克·范克羅姆布格
- 亨德里克·范克罗姆布格 （页面存档备份，存于）在比利时足协中的国家队档案